# Relación prohibida
 Relación prohibida es una película de Argentina filmada en colores dirigida por Ricardo Suñez sobre su propio guion que se estrenó el 22 de octubre de 1987 y que tuvo como actores principales a Mara Kano,  Jenny Maccarini,  Claudia Casabianca y José María Pedroza. Colaboró Rina Bekerman con esculturas y pinturas y el filme tuvo el título alternativo de Una pasión prohibida.

## Sinopsis
Una señora casada inicia una relación homosexual.

## Reparto
Participaron en el filme los siguientes intérpretes:
| Actor              | Personaje  |
| ------------------ | ---------- |
| Mara Kano          |            |
| Jenny Maccarini    |            |
| Claudia Casabianca |            |
| José María Pedroza |            |
| Mónica Somariva    |            |
| Alfredo Lepore     |            |
| Carmen Ventura     |            |
| Linda Guzmán       |            |
| Ricardo Martino    |            |
| Rubén Di Luciano   |            |
| Ricardo Diez       |            |
| Rubén Martín       |            |
| Rubén Bermúdez     |            |
| Roberto Nievas     |            |
| Ricardo Suñez      |            |
| Lucía E. Correa    | Secretaria |

## Comentarios
Alberto Farina en Tiempo Argentino dijo:

”Si hasta los acomodadores piden disculpas ante los espectadores.”

La Razón opinó:

«Prohibido tener relaciones con esta Relación prohibida.»

Manrupe y Portela escriben:

«Horrible film de lesbianas en una muestra de cine de explotación a la argentina. Algunas copias incluyen un prólogo con el director presentando la película como un alegato.»